# A11 (автомагистраль, Германия)
Автомагистраль A11 (нем. Bundesautobahn 11, сокр. Autobahn 11 или A11) — автобан Германии. Автомагистраль начинается на перекрестке с A10 и идет на восток, и заканчивается на границе с Польшей.
Также является частью европейской дороги E28.

## История
Дорога строилась в 30-е годы, как часть автомагистрали Берлин-Кёнигсберг (Рейхсавтобан Берлин-Кёнигсберг (нем. Reichsautobahn Berlin–Königsberg)). Была открыта в 1936 году.